# Isochariesthes braini
Isochariesthes braini es una especie de escarabajo longicornio del género Isochariesthes, tribu Tragocephalini, subfamilia Lamiinae. Fue descrita científicamente por Breuning en 1981.
Se distribuye por Sudáfrica. Mide aproximadamente 7 milímetros de longitud.